# Іда Альстад
Іда Алстад  (норв. Ida Alstad; нар. 13 червня 1985) — норвезька гандболістка, олімпійська чемпіонка. Чемпіонка світу і Європи.

## Виступи на Олімпіадах
| Олімпіада   | Дисципліна | Місце  |
| ----------- | ---------- | ------ |
| Лондон 2012 | гандбол    | Золото |
| Ріо 2016    | гандбол    | Бронза |